# Попов, Николай Николаевич (партийный деятель)
Никола́й Никола́евич Попо́в (24 декабря 1890 (5 января 1891), Кутаиси — 10 февраля 1938) — участник революционного движения в России, советский партийный деятель и историк.

## Биография
Родился в Кутаиси в семье учителя. По национальности русский. В 1908—1909 годах учился в Харьковском, затем Московском университетах (не окончил). С 1906 года член РСДРП, меньшевик. Революционную работу вёл во Владикавказе, Харькове, Москве. В декабре 1911 года арестован, осуждён к административной высылке в Иркутскую губернию. После Февральской революции освобождён.
В 1917—1919 годах член Харьковского совета, член Харьковского комитета и ЦК РСДРП меньшевиков. С 1919 года — член РКП(б).
В 1919—1920 годах выполнял поручения наркомата иностранных дел РСФСР в Закавказье. С 1920 года в Харькове член редколлегии газеты «Коммунист» — органа ЦК КП(б) Украины (Харьков). В 1921—1922 годах — ответственный секретарь Харьковского губкома КП(б) Украины. С 1922 года в аппарате ЦК КП(б)У. С февраля по сентябрь 1924 года — заместитель заведующего Агитационно-пропагандистским отделом ЦК РКП(б). В 1924—1926 редактор газеты «Коммунист», ректор института марксизма в Харькове. В 1925—1928 годах заведующий Агитационно-пропагандистским отделом ЦК КП(б) Украины.
С августа 1928 года по 1929 год — 1-й заместитель заведующего Отделом агитации, пропаганды и печати ЦК ВКП(б). В 1929 году — заведующий Отделом агитации, пропаганды и печати Московского комитета ВКП(б), а также член Московской Городской Избирательной Комиссии. В 1929—1933 годах — член редакционной коллегии газеты «Правда».
С января 1933 года по июнь 1937 года — директор Института Маркса — Энгельса — Ленина при ЦК КП(б) Украины, одновременно с февраля по май 1937 года — секретарь ЦК КП(б) Украины. 3 июня 1937 избран 3-м секретарём ЦК КП(б) Украины.
В 1925—1930 годах и 1932—1937 года — член ЦК КП(б) Украины. С декабря 1925 года по апрель 1929 года и с февраля 1933 года — член Оргбюро ЦК КП(б) Украины. С ноября 1927 года по апрель 1929 года и с февраля 1933 года по май 1936 года — кандидат в члены Политбюро ЦК КП(б) Украины. С мая 1936 года — член Политбюро ЦК КП(б) Украины.
С июля 1930 года — кандидат в члены ЦК ВКП(б). С 1935 года — кандидат в члены Исполнительного Комитета Коммунистического Интернационала.
17 июня 1937 года арестован.
25 июня 1937 года Постановлением пленума ЦК ВКП(б) 23—29 июня 1937 выведен из состава кандидатов в члены ЦК ВКП(б). Постановлением пленума ЦК КП(б) Украины 3—4 июля 1937 года снят с поста 3-го секретаря ЦК, выведен из состава Политбюро и Оргбюро ЦК КП(б) Украины, исключён из состава ЦК КП(б) Украины.
10 февраля 1938 года расстрелян.

## Сочинения
Основные труды по истории партии: «Очерки истории РКП(б)», 1926; «Очерки истории КП(б)У», 1928.